# Campionatul European de Volei Masculin din 1958
Campionatul European de Volei Masculin din 1958 a fost a cincea ediție a Campionatului European de Volei organizată de CEV. A fost găzduită de Praga (Cehoslovacia) din 30 august până în 11 septembrie 1958.

## Echipe participante
| - Albania - Austria - Belgia - Bulgaria - Cehoslovacia - Danemarca - Egipt | - Finlanda - Franța - Italia - Iugoslavia - Țările de Jos - Polonia - RDG | - RFG - România - Tunisia - Turcia - Ungaria - Uniunea Sovietică |

## Componența grupelor
| Grupa A - Cehoslovacia - Franța - RDG - RFG - Tunisia | Grupa B - Belgia - Italia - Țările de Jos - România - Ungaria | Grupa C - Bulgaria - Danemarca - Egipt - Finlanda - Polonia | Grupa D - Albania - Austria - Iugoslavia - Turcia - Uniunea Sovietică |

## Faza preliminară

### Grupa A
| L | Echipa       | P | M | V | Î | SC | SP | Ratio | PP  | PÎ  | Ratio | Calificare pentru |
| - | ------------ | - | - | - | - | -- | -- | ----- | --- | --- | ----- | ----------------- |
| 1 | Cehoslovacia | 8 | 4 | 4 | 0 | 12 | 0  | MAX   | 180 | 41  | 4,390 | Grupa 1-8         |
| 2 | Franța       | 7 | 4 | 3 | 1 | 9  | 3  | 3,000 | 159 | 97  | 1,639 | Grupa 1-8         |
| 3 | RDG          | 6 | 4 | 2 | 2 | 6  | 6  | 1,000 | 131 | 119 | 1,101 | Grupa 9-16        |
| 4 | Tunisia      | 5 | 4 | 1 | 3 | 3  | 9  | 0,333 | 81  | 163 | 0,497 | Grupa 9-16        |
| 5 | RFG          | 4 | 4 | 0 | 4 | 0  | 12 | 0,000 | 49  | 180 | 0,272 | Grupa 17-20       |

### Grupa B
| L | Echipa  | P | M | V | Î | SC | SP | Ratio | PP  | PÎ  | Ratio | Calificare pentru |
| - | ------- | - | - | - | - | -- | -- | ----- | --- | --- | ----- | ----------------- |
| 1 | România | 8 | 4 | 4 | 0 | 12 | 0  | MAX   | 180 | 105 | 1,714 | Grupa 1-8         |
| 2 | Ungaria | 7 | 4 | 3 | 1 | 9  | 5  | 1,800 | 193 | 131 | 1,473 | Grupa 1-8         |
| 3 | Italia  | 6 | 4 | 2 | 2 | 6  | 10 | 0,600 | 182 | 190 | 0,958 | Grupa 9-16        |
| 4 | Tunisia | 5 | 4 | 1 | 3 | 7  | 11 | 0,636 | 184 | 247 | 0,745 | Grupa 9-16        |
| 5 | Belgia  | 4 | 4 | 0 | 4 | 4  | 12 | 0,333 | 155 | 221 | 0,701 | Grupa 17-20       |

### Grupa C
| L | Echipa    | P | M | V | Î | SC | SP | Ratio | PP  | PÎ  | Ratio | Calificare pentru |
| - | --------- | - | - | - | - | -- | -- | ----- | --- | --- | ----- | ----------------- |
| 1 | Polonia   | 8 | 4 | 4 | 0 | 12 | 2  | 6,000 | 200 | 87  | 2,299 | Grupa 1-8         |
| 2 | Bulgaria  | 7 | 4 | 3 | 1 | 10 | 4  | 2,500 | 190 | 107 | 1,776 | Grupa 1-8         |
| 3 | Finlanda  | 6 | 4 | 2 | 2 | 7  | 7  | 1,000 | 139 | 168 | 0,827 | Grupa 9-16        |
| 4 | Egipt     | 5 | 4 | 1 | 3 | 5  | 9  | 0,556 | 146 | 173 | 0,844 | Grupa 9-16        |
| 5 | Danemarca | 4 | 4 | 0 | 4 | 0  | 12 | 0,000 | 40  | 180 | 0,222 | Grupa 17-20       |

### Grupa D
| L | Echipa            | P | M | V | Î | SC | SP | Ratio | PP  | PÎ  | Ratio | Calificare pentru |
| - | ----------------- | - | - | - | - | -- | -- | ----- | --- | --- | ----- | ----------------- |
| 1 | Uniunea Sovietică | 8 | 4 | 4 | 0 | 12 | 2  | 6,000 | 193 | 102 | 1,892 | Grupa 1-8         |
| 2 | Iugoslavia        | 7 | 4 | 3 | 1 | 11 | 3  | 3,667 | 190 | 113 | 1,681 | Grupa 1-8         |
| 3 | Turcia            | 6 | 4 | 2 | 2 | 6  | 6  | 1,000 | 138 | 155 | 0,890 | Grupa 9-16        |
| 4 | Albania           | 5 | 4 | 1 | 3 | 3  | 9  | 0,333 | 123 | 150 | 0,820 | Grupa 9-16        |
| 5 | Austria           | 4 | 4 | 0 | 4 | 0  | 12 | 0,000 | 58  | 182 | 0,319 | Grupa 17-20       |

## Faza finală

### Grupa pentru locurile 17-20
| L  | Echipa    | P | M | V | Î | SC | SP | Ratio | PP  | PÎ  | Ratio |
| -- | --------- | - | - | - | - | -- | -- | ----- | --- | --- | ----- |
| 17 | Belgia    | 6 | 3 | 3 | 0 | 9  | 0  | MAX   | 135 | 56  | 2,411 |
| 18 | Austria   | 5 | 3 | 2 | 1 | 6  | 4  | 1,500 | 121 | 104 | 1,163 |
| 19 | RFG       | 4 | 3 | 1 | 2 | 4  | 6  | 0,667 | 105 | 136 | 0,772 |
| 20 | Danemarca | 3 | 3 | 0 | 3 | 0  | 9  | 0,000 | 70  | 135 | 0,519 |

### Grupa pentru locurile 9-16
| L  | Echipa        | P  | M | V | Î | SC | SP | Ratio | PP  | PÎ  | Ratio |
| -- | ------------- | -- | - | - | - | -- | -- | ----- | --- | --- | ----- |
| 9  | RDG           | 14 | 7 | 7 | 0 | 21 | 4  | 5,250 | 361 | 266 | 1,357 |
| 10 | Italia        | 13 | 7 | 6 | 1 | 20 | 9  | 2,222 | 378 | 333 | 1,135 |
| 11 | Albania       | 12 | 7 | 5 | 2 | 15 | 11 | 1,364 | 333 | 315 | 1,057 |
| 12 | Turcia        | 11 | 7 | 4 | 3 | 16 | 13 | 1,231 | 351 | 345 | 1,017 |
| 13 | Țările de Jos | 9  | 7 | 2 | 5 | 14 | 16 | 0,875 | 389 | 368 | 1,057 |
| 14 | Finlanda      | 9  | 7 | 2 | 5 | 11 | 19 | 0,579 | 356 | 391 | 0,910 |
| 15 | Egipt         | 8  | 7 | 1 | 6 | 8  | 18 | 0,444 | 277 | 344 | 0,805 |
| 16 | Tunisia       | 7  | 7 | 1 | 6 | 5  | 20 | 0,250 | 238 | 351 | 0,764 |

### Grupa pentru locurile 1-8
| L | Echipa            | P  | M | V | Î | SC | SP | Ratio | PP  | PÎ  | Ratio |
| - | ----------------- | -- | - | - | - | -- | -- | ----- | --- | --- | ----- |
| 1 | Cehoslovacia      | 13 | 7 | 6 | 1 | 20 | 7  | 2,857 | 378 | 272 | 1,390 |
| 2 | România           | 12 | 7 | 5 | 2 | 17 | 14 | 1,214 | 386 | 369 | 1,046 |
| 3 | Uniunea Sovietică | 11 | 7 | 4 | 3 | 17 | 11 | 1,545 | 370 | 312 | 1,186 |
| 4 | Bulgaria          | 11 | 7 | 4 | 3 | 16 | 14 | 1,143 | 381 | 369 | 1,033 |
| 5 | Ungaria           | 11 | 7 | 4 | 3 | 16 | 14 | 1,143 | 383 | 384 | 0,997 |
| 6 | Polonia           | 10 | 7 | 3 | 4 | 13 | 13 | 1,000 | 339 | 312 | 1,087 |
| 7 | Iugoslavia        | 9  | 7 | 2 | 5 | 10 | 18 | 0,556 | 281 | 366 | 0,768 |
| 8 | Franța            | 7  | 7 | 0 | 7 | 3  | 21 | 0,143 | 214 | 348 | 0,615 |

## Clasamentul final
| Loc | Echipă            |
| --- | ----------------- |
| 1   | Cehoslovacia      |
| 2   | România           |
| 3   | Uniunea Sovietică |
| 4.  | Bulgaria          |
| 5.  | Ungaria           |
| 6.  | Polonia           |
| 7.  | Iugoslavia        |
| 8.  | Franța            |
| 9.  | RDG               |
| 10. | Italia            |
| 11. | Albania           |
| 12. | Turcia            |
| 13. | Țările de Jos     |
| 14. | Finlanda          |
| 15. | Egipt             |
| 16. | Tunisia           |
| 17. | Belgia            |
| 18. | Austria           |
| 19. | RFG               |
| 20. | Danemarca         |

| Campionatul European de Volei Masculin din 1958 Cehoslovacia Al treilea titlu |